# Eubranchus echizenicus
Eubranchus echizenicus is een slakkensoort uit de familie van de Eubranchidae. De wetenschappelijke naam van de soort is voor het eerst geldig gepubliceerd in 1975 door Baba.